# Tanacetum modestum
Tanacetum modestum là một loài thực vật có hoa trong họ Cúc. Loài này được (Heimerl ex Stapf) Parsa miêu tả khoa học đầu tiên năm 1949.